# 티로닌
티로닌(영어: thyronine)은 티록신의 탈아이오딘화된 형태이다.

## 같이 보기
- 티록신